# Danny Namaso
Daniel Namaso Edi-Musumbe Loader, mais conhecido como Danny Namaso (Reading, 28 de agosto de 2000) é um futebolista camaronês nascido na Inglaterra que atua como atacante. Atualmente joga no Auxerre, emprestado pelo Porto.

## Carreira

### Início
Nascido em Reading, Namaso iniciou sua carreira no clube local Wycombe Wanderers, tendo migrado para o Reading aos 13 anos de idade.

### Reading
Loader foi integrado ao elenco principal pela primeira vez por Jaap Stam em 2017, levado para pré-temporada feita por Países Baixos. Fez sua estreia pela Copa da Liga aos 16 anos, no  empate de 1–1 com o Millwall. Alternando entre o Sub-23 e o time principal, suas boas atuações no Sub-23 o fizeram ter sua primeira atuação na Premier League em novembro de 2018, entrando no segundo tempo de uma partida contra o Wigan Athletic.
Na temporada de 2018–19, ganhou o prêmio de gol mais bonito do clube na temporada ao marcar na vitória de 2–1 sobre o Middlesbrough na última rodada. Com seu contrato expirando em junho de 2020, acabou não tendo renovação. Atuou em 35 partidas pelo clube e fez dois gols.

### Porto
Em 20 de outubro de 2020, foi anunciado como novo reforço do Porto, sendo relacionado primeirante ao clube B. Assinou contrato até 2022 e assumiu a camisa 42.

#### Porto B
Antes de ser integrado ao time principal, foi primeiramente cedido ao time B. Fez um doblete em 29 de novembro de 2020, na vitória por 3–2 sobre o Arouca na 10ª da Liga SABSEG. Em sua primeira temporada, fez 32 jogos e marcou oito gols.

#### 2021–22
Em 7 de fevereiro, fez dois gols na vitória por 3–1 sobre o Covilhã, ajudando o time B a vencer após quase um mês sem vitórias. Em 23 de dezembro, fez um hat-trick na vitória por 3–1 sobre o Penafiel na 16ª rodada da Segunda Liga. Também marcou mais duas vezes na última rodada, uma derrota por 3–2 para o Benfica. Fez 31 gols e marcou 14 tentos, tendo sido essa sua última temporada no time B, onde somando as duas temporadas fez 63 partidas e marcou 22 gols.

#### Principal
Foi relacionado pela primeira vez ao time principal em 31 de outubro de 2021, na partida contra Boavista na 10ª rodada da Primeira Liga e estreou nessa mesma alçado por Sérgio Conceição, substituindo Vitinha aos 83 minutos do segundo tempo. Após apenas alguns minutos em campo, Danny fez seu primeiro gol com a camisa dos Dragões, fechando a goleada de 4–1 no Dérbi da Invicta. Foi o primeiro inglês a jogar uma partida oficial pelo clube depois de 90 anos, sendo Norman Hall o primeiro.

#### 2022–23
Com seu destaque no Time B, ganhou uma oportunidade de fazer pré-temporada com o time principal e foi bem, tendo sido integrado definitivamente ao time principal e feito sua estreia logo na primeira partida da temporada em 30 de julho, sendo a grande surpresa do time titular na vitória por 3–0 sobre o Tondela em partida da Supertaça de Portugal, atuando por 70 minutos. Nesse tempo também anunciou que passaria a usar Danny "Namaso" ao invés de Loader.

## Seleção Inglesa
Loader intregou várias categorias de base da Inglaterra, tendo participado do elenco que foi vice-campeão da Eurocopa e venceu a Copa do Mundo em 2017, em um elenco que continha Phil Foden, Jason Sancho e Hudson-Odoi. Na Copa, fez duas partidas e fez dois gols, sendo os dois na vitória sobre o Iraque ainda na fase de grupos.
Também integrou que disputou o Torneio de Toulon, porém os ingleses perderam todos os jogos na competição, terminando em nono lugar.

## Vida pessoal
Apesar de ter nascido na Inglaterra, Danny possui ascendência camaronesa. Seu irmão mais velho, Ben Loader, também é um esportista mas atua no rugby.

## Títulos

### Porto
- Supertaça Cândido de Oliveira: 2022 e 2024
- Taça da Liga: 2022–23
- Taça de Portugal: 2022–23 e 2023–24

### Seleção Inglesa

#### Sub-16
- Torneio Nike: 2015

#### Sub-17
- Copa do Mundo Sub-17: 2017